# Лорн, Мэрион
Мэрион Лорн (англ. Marion Lorne MacDougall; 12 августа 1883 — 9 мая 1968) — американская актриса.

## Биография
Училась в американской Академии драматических искусств в Нью-Йорке (в которой также учились Агнес Мурхед в 1920-х и Элизабет Монтгомери в конце 1940-х). Она вышла замуж за драматурга Уолтера Хэкетта. Вместе они основали Уайтхолл-театр в Вест-Энде. Их театр был разработан Эдвардом Стоуном. Хакетт скончался в 1944 году. В том же году Брайен Рикс принял театр, и поддерживал то же самое комичное амплуа. В 1970-х театр разместил в себе музей, специализирующийся на военных вещах. Уайтхолл Театр активен и в сегодняшние дни. В 1951 году Хичкок впечатлён её игрой в роли миссис Энтони в «Незнакомцах в поезде».
Лорни появилась в 27 эпизодах «Моя жена меня приворожила», и была одной из самых незабываемых актрис. Тётя Клара была одной из немногих родственников Саманты, которую Даррин практически любил. Лорни в последний раз появилась в 137 эпизоде. Мэрион имела коллекцию старинных дверных ручек, которую включили в «Моя жена меня приворожила». По случайному совпадению в «The Girl Rush» (1955) Мэрион играла роль тёти Клары как и в сериале «Моя жена меня приворожила». Мэрион посмертно присуждена «Эмми» 1968 года. За 10 дней до церемонии, у неё случился сердечный приступ. Вместо неё приняла награду Элизабет Монтгомери.

## Избранная фильмография
- 1951 — Незнакомцы в поезде — миссис Энтони
- 1955 — Шоу Эда Салливана — камео
- 1964 — Моя жена меня приворожила — тётя Клара
- 1967 — Выпускник — мисс ДеВитте